# Trichillurges conspersus
Trichillurges conspersus là một loài bọ cánh cứng trong họ Cerambycidae.